# Антич, Сава
Сава Антич (серб. Сава Антић; 1 марта 1930, Белград — 26 июля 1998) — сербский футболист, нападающий.

## Карьера
Карьеру игрока начал в 1945 году в белградском «Бродараце», где играл до 1948. Затем перешёл в «Црвену Звезду» и сыграл за этот клуб 36 матчей и забил 22 гола.
В 1950 году Антич перешёл в белградский БСК, который позже стал называться ОФК. Там он провёл 13 лет и завершил свою карьеру. Он был основным игроком команды и даже капитаном, а также считается одним из самых великих футболистов в истории клуба.
С ОФК он выиграл три национальных кубка, причём в двух из них он играл в роли капитана команды. В трёх финалах этого турнира Сава забивал голы. Всего за ОФК он сыграл 520 матча и забил 124 мяча.
В течение трех лет он играл за молодёжную сборную Югославии (1953—1956). За основную сборную страны провёл только пять игр и забил 2 гола в 1956 году. Он участвовал в Олимпийских играх в Мельбурне в 1956 году, на котором Югославия завоевала серебряную медаль. Античу не удалось стать основным игроком национальной команды по большей части из-за хорошей игры Райко Митича.
По окончании карьеры окончил школу тренеров. В течение некоторого времени он был тренером ОФК и выиграл вместе с клубом кубок страны, а также показал хорошие результаты в еврокубках. Некоторое время он был директором клуба. Умер Антич 26 июля 1998 года.